# Rektumprolaps

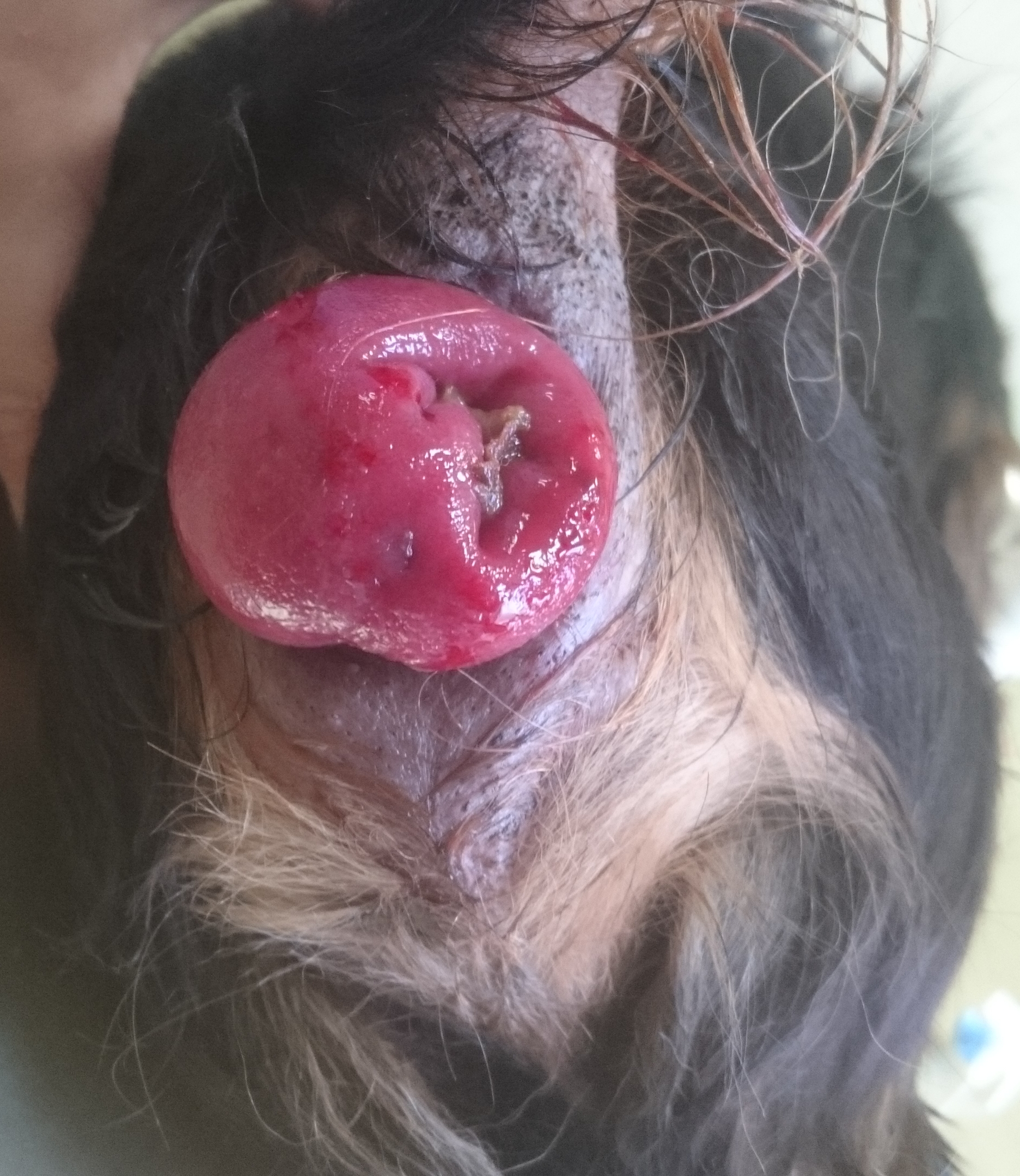
Rektumprolaps bei einem Hund mit Perinealhernie

Der Rektumprolaps (Prolapsus recti) oder Mastdarmvorfall, englisch Rectal prolapse, ist ein Vorfall des Mastdarms bzw. eine Invagination der gesamten Mastdarmwand oder nur der Mastdarmschleimhaut in die Mastdarmlichtung und durch den After nach außen. Es handelt sich hier um den Prolaps aller Schichten des Rektums. Der Rektumprolaps tritt eventuell kombiniert mit dem Afterprolaps, genannt Analprolaps oder Prolapsus ani et recti, auf. Als teilweise begrenzter Schleimhautvorfall, z. B. nach Verödung von Hämorrhoiden, wird er als Rektummetropium bezeichnet. Im weiteren Sinne spricht man auch von einer Gleithernie des Beckenbodens. Der Rektumprolaps kommt häufig bei Frauen und Mehrgebärenden vor. Auch chronische Obstipation wird als begünstigender Faktor vermutet.

## Symptome
- Darmvorfall
- Nässen
- Blutverlust
- Schleimabgang

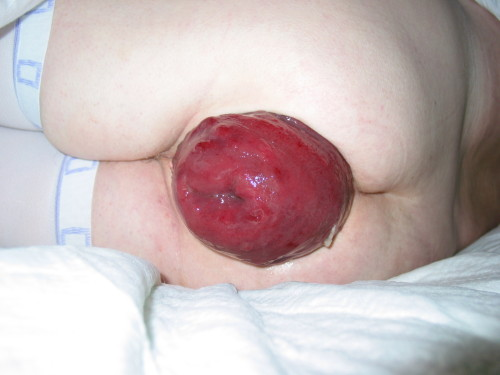
Rektumprolaps bei einem Menschen

- Stuhlinkontinenz in 50 bis 70 % der Fälle[2][3]

## Epidemiologie
Im Kindesalter kommt ein Rektumprolaps selten vor und hat häufig anatomische Gründe. Diese können in einer flachen Sakrummulde oder noch nicht ausgereifter, lockerer Aufhängung des Rektums bestehen. Diese Veränderungen bilden sich meistens mit zunehmendem Alter spontan zurück. Deshalb wird im Kindesalter eine konservative (nicht chirurgische) Behandlung empfohlen. Im jungen und mittleren Erwachsenenalter erkranken etwas mehr Männer als Frauen. Die weitaus größte Zahl bilden aber Frauen nach vaginalen Entbindungen. Insbesondere bei komplizierten Geburten, zum Beispiel Zangenentbindung, pathologische Kindslage, übergroßem Kind, werden durch Überdehnung oder Beschädigung von Analsphinkter und Beckenboden die Voraussetzungen für einen Rektumprolaps geschaffen. Eine weitere Hauptursache des Rektumprolapses ist die Douglashernie. Dabei bildet die Rektumvorderwand den Bruchsack. Durch permanenten Zug folgt auch die Rektumshinterwand dem Vorfall.

## Einteilung und Schweregrad
Beim Rektumprolaps wird zwischen dem inneren Prolaps einerseits und dem äußeren Prolaps andererseits unterschieden. Der innere Rektumprolaps ist eine zylindrische Einstülpung der Schleimhaut oberer Mastdarmabschnitte in die Mastdarmlichtung ohne Vortreten aus dem After. Er führt zur Obstipation, aber auch zu flüssigen, fetthaltigen, eventuell auch blutigen Stühlen. Unter einem äußeren Prolaps hingegen versteht man dagegen eine zirkuläre Ausstülpung sämtlicher Darmschichten aus dem Anus hinaus.
Herold schlug folgende Einteilung vor:
- Rektumprolaps 1: Innerer Einstülpung (=Intussuszeption) des Rektums oberhalb des Analkanals.
- Rektumprolaps 2: Innere Intussuszeption des Rektums in den Analkanal hinein, ohne den Analkanalunterrand zu erreichen.
- Rektumprolaps 3: Äußerlich erkennbarer Prolaps der den Analkanalunterrand überschreitet.

Nicht zur Kategorie Rektumprolaps gehört eine reine, segmentäre Prolabierung von distaler Rektummukosa und Anoderm ohne Rektumwand.

## Mögliche Therapieformen
- Die Therapie des akut aufgetretenen Rektumsprolapses besteht zunächst in der Reposition (Rückverlagerung des vorgefallenen Darms durch den Anus). Wie bei einer Hernie ist darauf zu achten, das meist angeschwollene Gewebe durch sanften aber stetigen Druck mit der Hand zur Abschwellung zu bringen und das Volumen zu vermindern. Dann kann der vorgefallene Darmabschnitt durch den Anus verletzungsfrei zurückgedrückt werden. In der Folge ist darauf zu achten, erhöhte Drucke im Bauchraum zu vermeiden (Husten, Heben). Der Stuhlgang ist so dünn zu regulieren, dass Pressen bei der Defäkation nicht erforderlich ist. Tritt das Problem nur selten auf, kann so eine Operation vermieden werden.[7]
- transabdominale Rektopexie bzw. Resektionsrektopexie
- Resektion des Invaginats (bei Inkarzeration)
- transperineale (transanale) Rektosigmoidresektion nach Altemeier
- transperineale (transanale) Mukosaresektion nach Rehn-Delorme
- sublevatorische Implantation eines Drahtrings nach Thiersch (bei Risikopatienten)